# 투표

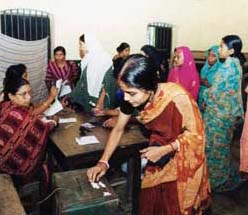
방글라데시에서 투표를 하는 한 여성

투표(投票, 영어: voting)는 집단 구성원들의 의사를 묻는 방법이다. 후보가 단 1명만 있는 경우 투표를 하지 않고 곧바로 당선 처리되는데 이를 무투표 당선이라고 한다. 투표는 대부분 서면(자서식 투표, 기표식 투표, 투표용지 선택식 투표)으로 이루어지지만 기명이나 거수기 투표 등도 투표로 볼 수 있다. 투표를 통해 결정하는 일을 표결(票決)이라고 부른다.

## 정치학
민주주의에서 정부는 선거의 투표를 통해 선출되며, 이는 통치를 위해 여러 후보 가운데 선출하는 일 등을 위한 한 방법이다.

## 투표 방법

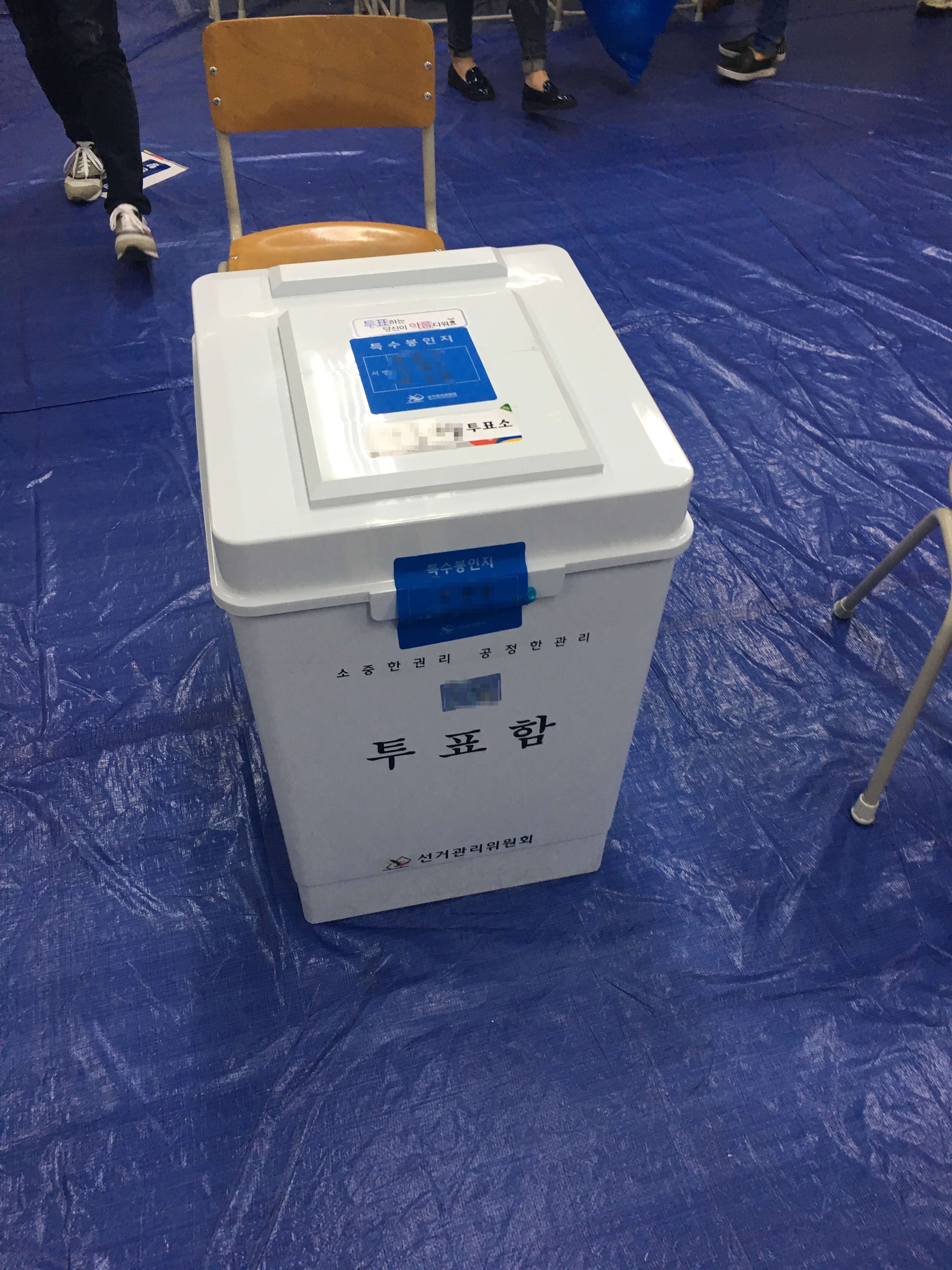
투표함

- 개인이 직접 등록하고 선거 자격을 취득한다.
- 투표 기간을 설정한다.
- 정해진 투표 장소에서 신분증을 확인한다[2].
- 후보, 쟁점, 선택 사항이 적힌 투표 용지를 배포한다.
- 원하는 항목을 선택한다. 비밀리에 진행되며 이를 비밀투표라고 한다.
- 공평성을 유지하도록 엄중하게 표를 집계한다.
- 정부의 민의로서 투표자의 의사를 공표한다.

## 개표
선거 후에는 개표가 이루어지는데, 개표란 투표가 종료된 후 투표함을 열어 투표용지를 꺼낸 후 당선 여부를 가리는 행위를 일컫는 말이다.

## 같이 보기
- 우편투표
- 전자투표
- 부재자 투표
- 선거
- 투표율
- 주민투표
- 국민투표
- 참정권
- 투표함
- 투표 제도
- 무투표 당선
- 선거의 4원칙
- 락더보트(영어판)
- 보트 포 체인지(영어판)
- 전자투표
- 분리투표